# 石舘商事
石舘商事株式会社（いしだてしょうじ）は、かつて日本に存在した、主に医薬品・医療機器の卸売りを扱う企業。

## 概要
- 本社所在地 - 青森県青森市問屋町1-12-11
- 代表取締役社長 - 石舘公道
- 資本金 - 3,000万円

## 沿革
- 1958年5月7日 - 青森市に石舘公平が「石舘薬店」を創業。
- 1961年5月18日 - 「石舘商事」設立。
- 2000年10月1日 - 出羽薬品株式会社（山形市）、菅野商会株式会社（福島市）、東日本薬品株式会社（水戸市）、株式会社エーシンと合併し、株式会社アスカムとなる（存続会社はエーシン）。

## 営業
- 青森市
- 弘前市
- 八戸市
- 五所川原市
- むつ市
- 十和田市

## 主な取引メーカー
- 三共
- 中外製薬